# Marita Wagner

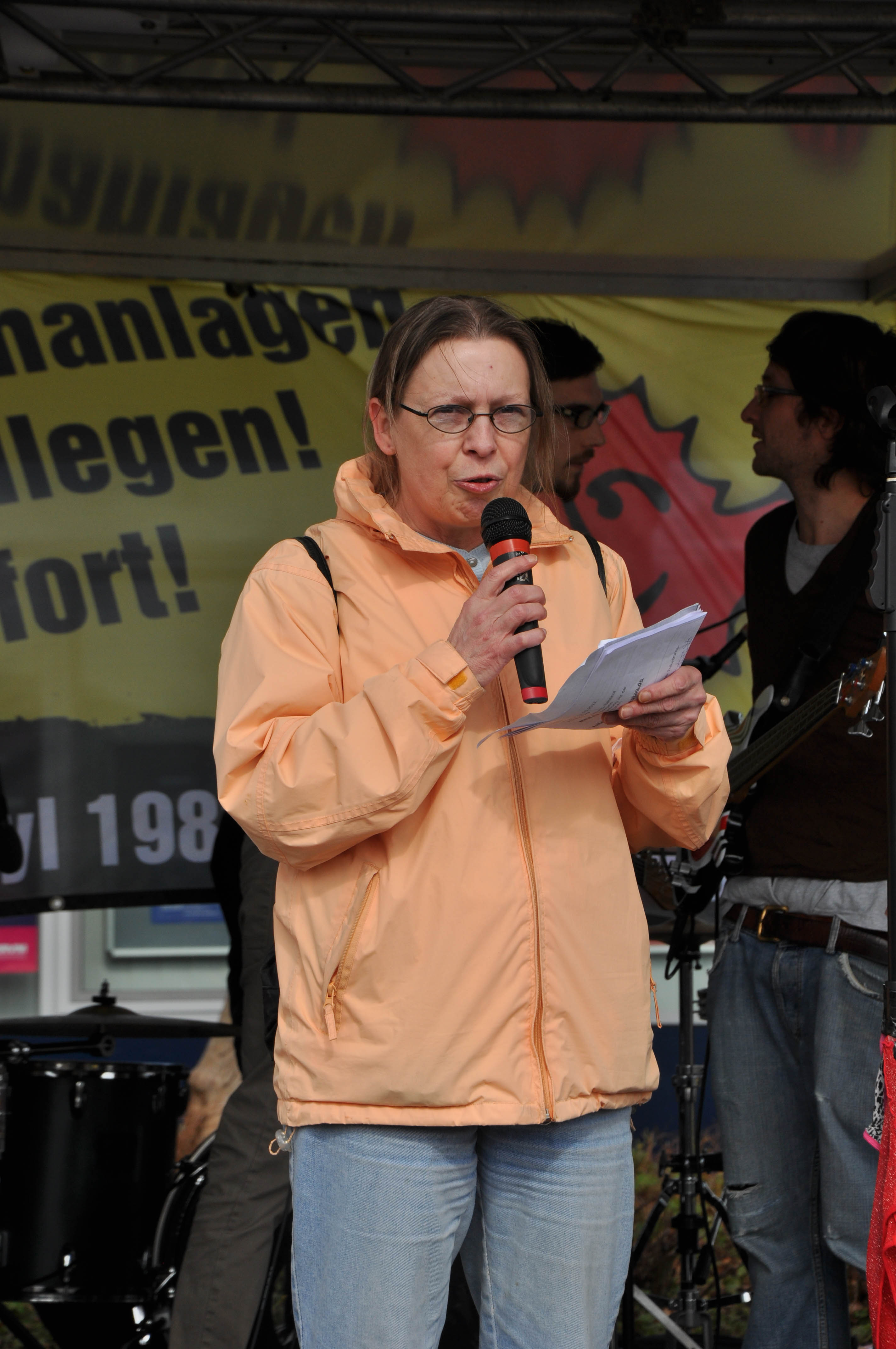
Marita Wagner (2012)

Marita Wagner (* 31. März 1952 in Gronau (Westf.)) ist eine deutsche Politikerin (Bündnis 90/Die Grünen; Die Linke).
Wagner absolvierte die Mittlere Reife und machte eine Ausbildung als Arzthelferin, bevor sie selbstständige Krankengymnastin wurde. 1976 schloss sie sich der Frauenbewegung an. Im Jahr 1978 wurde sie Mitglied der Bürgerinitiative gegen die Urananreicherungsanlage Gronau. 1979 war sie Gründungsmitglied der Frauengruppe Gronau und des Kreisverbandes Borken. Bis 1982 war Wagner im Kreisvorstand der Partei Die Grünen. Sie rückte am 3. April 1985 über die Landesliste Nordrhein-Westfalen in den Deutschen Bundestag nach, nachdem Gabriele Gottwald ihr Mandat durch das bei den Grünen praktizierte Rotationsprinzip niedergelegt hatte, und gehörte dem Parlament bis zum Ende der Wahlperiode 1987 an.
Bei der Landtagswahl 2010 trat Wagner für Die Linke als Kandidatin im Wahlkreis Borken II sowie auf Platz 25 der Landesliste an. Sie schaffte den Einzug in den Landtag jedoch nicht.
Marita Wagner wohnt in Gronau (Westfalen), wo sie Mitglied des Stadtrats ist.